# Sherwood Forest (videojoc)
Sherwood Forest va ser un videojoc d'aventura per al microordinador Apple II, alliberat el 1982.